# آکور آرنا
آکور آرنا (انگلیسی: Accor Arena) یا پاریس-برسی یک سالن ورزشی سرپوشیده در شهر پاریس، فرانسه است.
این ورزشگاه که در سال ۱۹۸۴ تأسیس شده برای ورزش‌های بوکس، تنیس، هندبال، بسکتبال، هاکی روی یخ، دو و میدانی و کنسرت‌های موسیقی مورد استفاده قرار می‌گیرد.